# Tlapacoyan, Puebla
Tlapacoyan är en ort i Mexiko.   Den ligger i kommunen Puebla och delstaten Puebla, i den sydöstra delen av landet, 110 km öster om huvudstaden Mexico City. Tlapacoyan ligger 2 523 meter över havet och antalet invånare är 156.
Terrängen runt Tlapacoyan är lite bergig. Runt Tlapacoyan är det mycket tätbefolkat, med 2 614 invånare per kvadratkilometer. Närmaste större samhälle är Puebla de Zaragoza, 15,3 km sydväst om Tlapacoyan. Trakten runt Tlapacoyan består till största delen av jordbruksmark.